# NGC 1944
NGC 1944 (również ESO 33-SC17) – gromada otwarta, znajdująca się w gwiazdozbiorze Góry Stołowej. Należy do Wielkiego Obłoku Magellana. Odkrył ją John Herschel 8 lutego 1836 roku.